# Thymallus brevirostris
Espèce
Thymallus brevirostris est une espèce de poissons de la famille des Salmonidae.

## Distribution
Cette espèce se rencontre en Mongolie et en Russie.

## Publication originale
- Kessler, 1879 : Beiträge zur Ichthyologie von Central-Asien. Bulletin de l'Académie Impériale des Sciences de St. Pétersbourg, vol. 25, p. 282-310.